# Terranova di Pollino
Terranova di Pollino ist eine süditalienische Gemeinde (comune) mit 1006 Einwohnern (Stand 31. Dezember 2023) in der Provinz Potenza in der Basilikata und liegt etwa 84,5 Kilometer südsüdöstlich von Potenza am Nationalpark Pollino. Der Ort gehört zur Comunità montana Val Sarmento und grenzt unmittelbar an die Provinz Cosenza (Kalabrien).